# 敵對的外國人

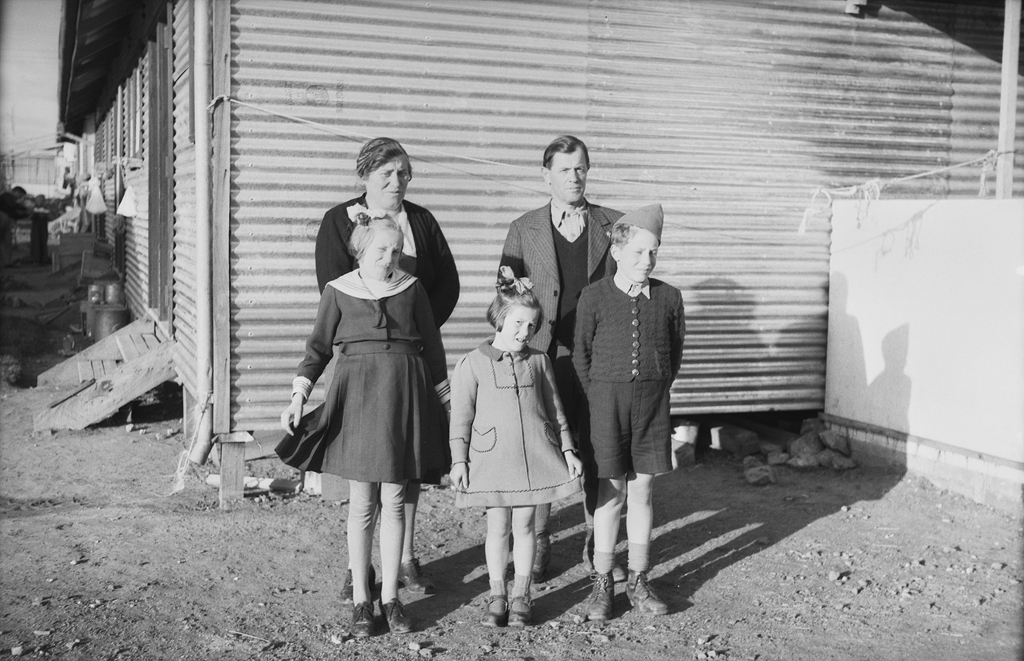
一個被送往塔圖拉3號集中營的家庭（1943年攝）

敵對的外國人（英語：Enemy alien），又譯敵國人或敵僑，泛指在兩國開戰期間，居住在該國的敵國公民或僑民，或者是敵國裔在該國出生的公民。這些敵對的外國人往往遭到歧視，更甚的可能會被該國政府以其種族為由囚禁起來。美國在第二次世界大戰期間就曾經無差別地將居住在西岸的12萬名日裔美國人扣留，轉移和囚禁。澳大利亞亦有類似的安排，將德國裔及日本裔民眾運送到塔圖拉的集中營。